# Rubercy
Rubercy est une commune française, située dans le département du Calvados en région Normandie, peuplée de 151 habitants.

## Géographie
La commune se situe à treize kilomètres de Bayeux, dans le Bessin, dans la vallée de la Tortonne. Rubercy fait partie du parc naturel régional des Marais du Cotentin et du Bessin.

### Hydrographie
La commune est située dans le bassin Seine-Normandie. Elle est drainée par la Tortonne, la Poterie, le fossé 01 des Tourailles, le fossé 01 du Château de Douville et divers autres petits cours d'eau,.
La Tortonne, d'une longueur de 18 km, prend sa source dans la commune de Balleroy-sur-Drôme et se jette  dans l'Aure à Trévières, après avoir traversé onze communes. 

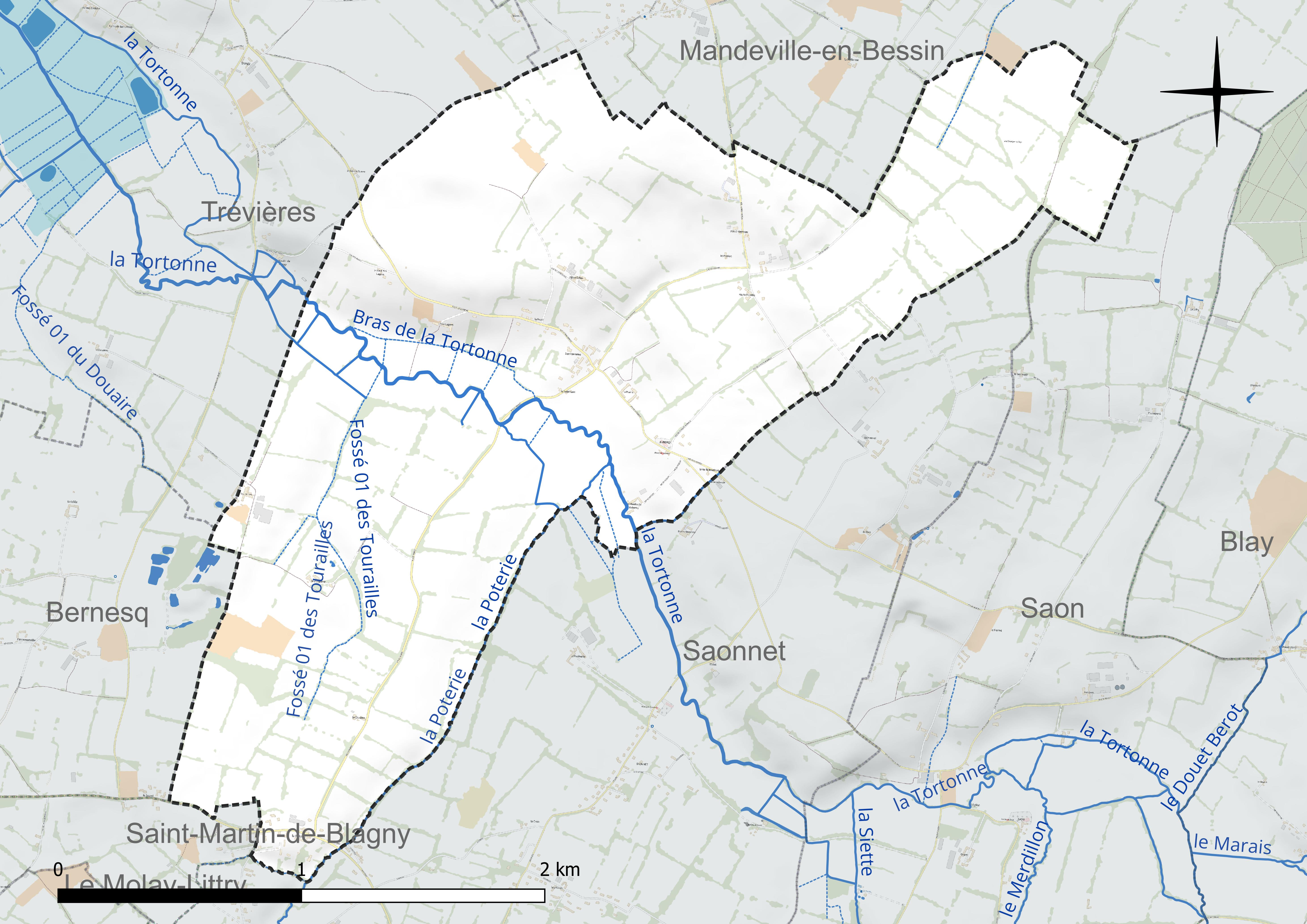
Réseau hydrographique de Rubercy.

### Climat
Pour des articles plus généraux, voir Climat de la Normandie et Climat du Calvados.
En 2010, le climat de la commune est de type climat océanique franc, selon une étude du CNRS s'appuyant sur une série de données couvrant la période 1971-2000. En 2020, Météo-France publie une typologie des climats de la France métropolitaine dans laquelle la commune est exposée à un climat océanique et est dans la région climatique  Normandie (Cotentin, Orne), caractérisée par une pluviométrie relativement élevée (850 mm/a) et un été frais (15,5 °C) et venté. Parallèlement le GIEC normand, un groupe régional d'experts sur le climat, différencie quant à lui, dans une étude de 2020, trois grands types de climats pour la région Normandie, nuancés à une échelle plus fine par les facteurs géographiques locaux. La commune est, selon ce zonage, exposée à un « climat maritime », correspondant au Cotentin et à l'ouest du département de la Manche, frais, humide et pluvieux, où les contrastes pluviométrique et thermique sont parfois très prononcés en quelques kilomètres quand le relief est marqué.
Pour la période 1971-2000, la température annuelle moyenne est de 10,8 °C, avec une amplitude thermique annuelle de 11,6 °C. Le cumul annuel moyen de précipitations est de 810 mm, avec 13,1 jours de précipitations en janvier et 7,9 jours en juillet. Pour la période 1991-2020, la température moyenne annuelle observée sur la station météorologique la plus proche, située sur la commune de Balleroy-sur-Drôme à 12 km à vol d'oiseau, est de 11,2 °C et le cumul annuel moyen de précipitations est de 924,3 mm,. Pour l'avenir, les paramètres climatiques de la commune estimés pour 2050 selon différents scénarios d'émission de gaz à effet de serre sont consultables sur un site dédié publié par Météo-France en novembre 2022.

## Urbanisme

### Typologie
Au 1er janvier 2024, Rubercy est catégorisée commune rurale à habitat dispersé, selon la nouvelle grille communale de densité à 7 niveaux définie par l'Insee en 2022.
Elle est située hors unité urbaine. Par ailleurs la commune fait partie de l'aire d'attraction de Bayeux, dont elle est une commune de la couronne,. Cette aire, qui regroupe 29 communes, est catégorisée dans les aires de moins de 50 000 habitants,.

### Occupation des sols

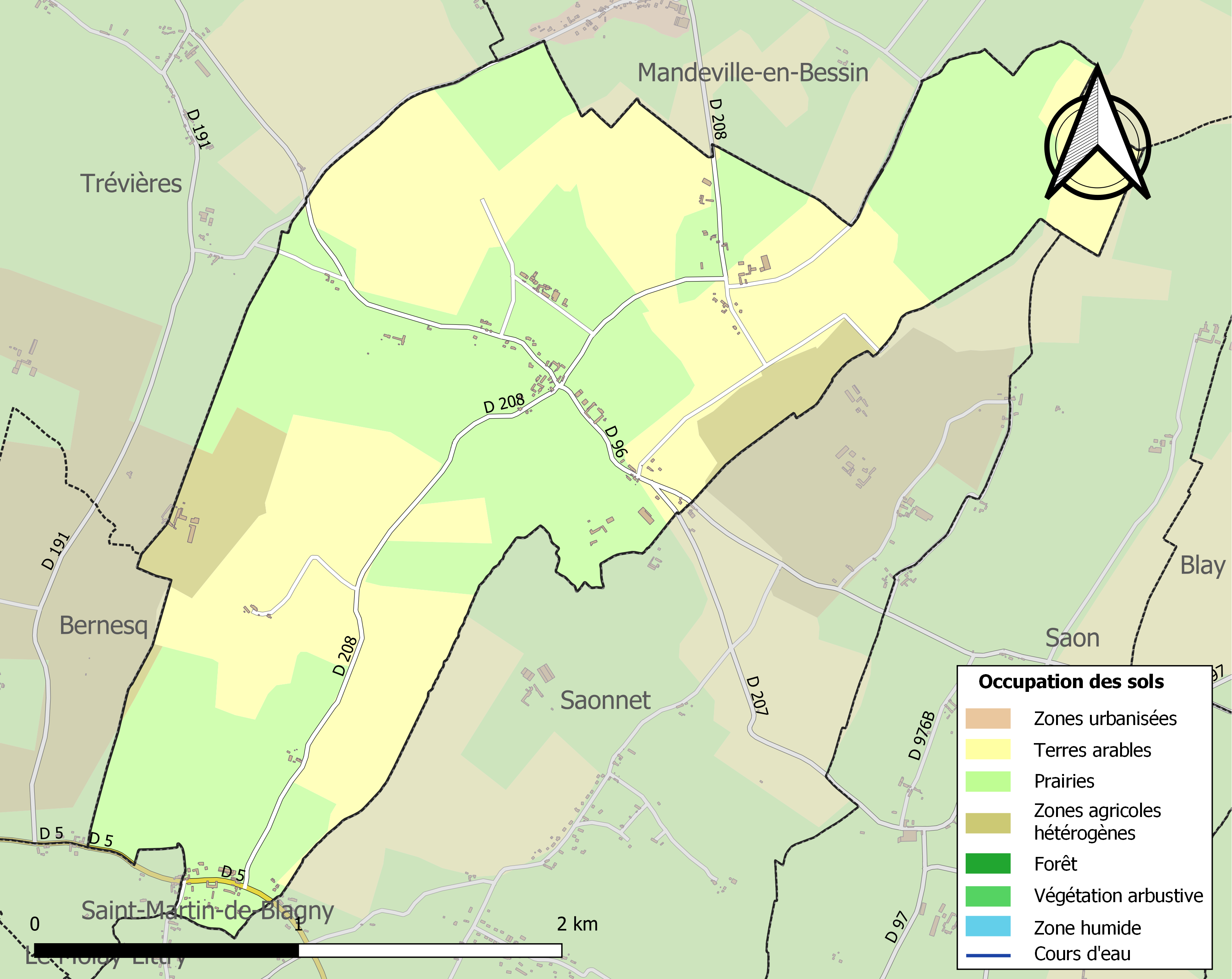
Carte des infrastructures et de l'occupation des sols de la commune en 2018 (CLC).

L'occupation des sols de la commune, telle qu'elle ressort de la base de données européenne d'occupation biophysique des sols Corine Land Cover (CLC), est marquée par l'importance des territoires agricoles (100 % en 2018), une proportion identique à celle de 1990 (100 %).
La répartition détaillée en 2018 est la suivante : prairies (51,5 %), terres arables (42,4 %), zones agricoles hétérogènes (6 %).
L'évolution de l'occupation des sols de la commune et de ses infrastructures peut être observée sur les différentes représentations cartographiques du territoire : la carte de Cassini (XVIIIe siècle), la carte d'état-major (1820-1866) et les cartes ou photos aériennes de l'IGN pour la période actuelle (1950 à aujourd'hui).

## Toponymie
Le nom de la localité est attesté sous les formes Rebercil en 1168 (ch. de l'abbaye de Longues), Rubersil en 1454 (archives nationales, P. 271, n° 155), Ribercil en 1456 (ch. de Longues), Rubery en 1801.
Il ne s'agit pas d'une formation toponymique en -(i)acum comme le suggèrent les formes anciennes.

## Histoire
Rubercy fut la possession de la famille de Rubercy, une famille de seigneurs normands les Wac (ou Wake)[pas clair], à l'époque des Plantagenêts (dont Hugues Wac qui fonda l'abbaye de Longues).
Au XVIIe siècle, Claude Pellot est notamment seigneur et patron de Rubercy.

## Politique et administration
| Période                                  | Période   | Identité        | Étiquette | Qualité     |
| ---------------------------------------- | --------- | --------------- | --------- | ----------- |
| ?                                        | ?         | Maurice Letouzé |           |             |
| ?                                        | mars 2001 | Alzire Mezel    |           |             |
| mars 2001                                | En cours  | Michel Mariette | SE        | Agriculteur |
| Les données manquantes sont à compléter. |           |                 |           |             |

## Population et société

### Démographie
L'évolution du nombre d'habitants est connue à travers les recensements de la population effectués dans la commune depuis 1793. Pour les communes de moins de 10 000 habitants, une enquête de recensement portant sur toute la population est réalisée tous les cinq ans, les populations de référence des années intermédiaires étant quant à elles estimées par interpolation ou extrapolation. Pour la commune, le premier recensement exhaustif entrant dans le cadre du nouveau dispositif a été réalisé en 2005.
En 2022, la commune comptait 151 habitants, en évolution de −9,04 % par rapport à 2016 (Calvados : +1,58 %, France hors Mayotte : +2,11 %).
| 1793 | 1800 | 1806 | 1821 | 1831 | 1836 | 1841 | 1846 | 1851 |
| ---- | ---- | ---- | ---- | ---- | ---- | ---- | ---- | ---- |
| 261  | 186  | 213  | 274  | 283  | 239  | 245  | 223  | 230  |

| 1856 | 1861 | 1866 | 1872 | 1876 | 1881 | 1886 | 1891 | 1896 |
| ---- | ---- | ---- | ---- | ---- | ---- | ---- | ---- | ---- |
| 244  | 242  | 216  | 200  | 202  | 202  | 212  | 190  | 203  |

| 1901 | 1906 | 1911 | 1921 | 1926 | 1931 | 1936 | 1946 | 1954 |
| ---- | ---- | ---- | ---- | ---- | ---- | ---- | ---- | ---- |
| 205  | 201  | 189  | 137  | 155  | 138  | 125  | 149  | 124  |

| 1962 | 1968 | 1975 | 1982 | 1990 | 1999 | 2005 | 2006 | 2010 |
| ---- | ---- | ---- | ---- | ---- | ---- | ---- | ---- | ---- |
| 123  | 110  | 91   | 89   | 88   | 93   | 108  | 104  | 134  |

| 2015 | 2020 | 2022 | - | - | - | - | - | - |
| ---- | ---- | ---- | - | - | - | - | - | - |
| 161  | 152  | 151  | - | - | - | - | - | - |

## Économie
La commune se situe dans la zone géographique des appellations d'origine protégée (AOP) Beurre d'Isigny et Crème d'Isigny.

## Culture locale et patrimoine

### Lieux et monuments
- Église paroissiale Notre-Dame.
- Vestiges d'une motte féodale de plan quadrangulaire, au sud-est du village dans les prairies au confluent de deux ruisseaux[26],[27].
- Ancienne demeure seigneuriale de la famille Wac (fouilles).